# Steendam
Steendam (Gronings: Staindam) is een klein dorp, gelegen aan het Schildmeer in de gemeente Midden-Groningen, in de provincie Groningen (Nederland). Het dorp ligt aan de oude weg van Noordbroek naar Appingedam en aan het Afwateringskanaal van Duurswold. In 2023 had Steendam 185 inwoners.
De plaats is genoemd naar een stenen dam die hier in de tweede helft van de 18e eeuw is aangelegd. Dit gebeurde om te voorkomen dat de dijk rond het Schildmeer, die hier tevens als weg diende, vanwege de drassige ondergrond werd ondermijnd. Vanaf 1772 is in de kerkelijke registers sprake van landbouwers die bij de Steendam wonen en in 1781 tekent Theodorus Beckeringh het gehucht op zijn provinciekaart. 
Bij de stenen dam mondde de Burgwatering uit in het Schildmeer. In 1800 werd hier een nieuwe houten brug aangelegd, die in 1858 werd vervangen door een stenen duiker. Ook verrees hier in 1803 een poldermolen voor het westelijke deel van Tjuchem, later Steendammerpolder genoemd.
Steendam is een enigszins verspreid wegdorp en kent weinig ruimtelijke samenhang. Een centrum ontbreekt. De meeste huizen dateren uit de 20e eeuw. Aan noord- en oostzijde is het dorp ingesloten door een productiebos.
Vanwege de ligging aan het Schildmeer is het gebied ten zuidwesten van het dorp uitgegroeid tot een bescheiden watersportcentrum. De eerste zeilwedstrijden op het meer vonden al in de negentiende eeuw plaats tussen schippers die bij het meer soms moesten wachten op gunstige wind. Zodra de wind dan opstak was het een wedstrijd om als eerste het meer over te steken.
Ten zuiden van het watersportcentrum, richting Gaarland, ligt een plas die ontstaan is door zandafgraving.
In 2007 lanceerde de toenmalige gemeente Slochteren een plan om het dorp meer op het Schildmeer en de watersportfaciliteiten aan te sluiten (middels een boulevard) en het dorp een 'dorpshart' te geven. Hierdoor zou het dorp kunnen uitgroeien van een wegdorp naar een waterdorp. Door gebrek aan investeerders en ontoereikende financiële mogelijkheden is hiervan echter weinig tot niets terechtgekomen.

## Elders
Steendam was ook een boerderij aan de Bosweg bij Onderdendam. Deze boerderij gelegen op Steendam wordt vermeld sinds 1783; hij staat afgebeeld op 19e-eeuwse topografische kaarten.
Dorpen: Borgercompagnie · Foxhol · Froombosch · Harkstede · Hellum · Hoogezand · Kiel-Windeweer · Kolham · Kropswolde · Luddeweer · Meeden · Muntendam · Noordbroek · Overschild · Sappemeer · Scharmer · Schildwolde · Siddeburen · Slochteren · Steendam · Tripscompagnie · Tjuchem · Waterhuizen · Westerbroek · Woudbloem · Zuidbroek

Buurtschappen: Achterdiep · Akkereinden · Ayngehorn · Beneden Veensloot · Blokum · Bokhörn · Borgweg · Boven Veensloot (deels) · Bovenhuizen · Bovenstreek · Buitenhuizen · Denemarken · Drukkebuurt · Duurkenakker · Eelshuis · Foxham · Foxholsterbosch · Gaarland · Gaarveen · De Hammen · Den Ham · Hamweg · Heerenlaan · Heidenschap · De Hole · Huisweeren · Jagerswijk · Kalkwijk · Kiel · Klein Harkstede (deels) · Kleinemeer · 't Klooster · Korengarst · Kostverloren · Lageland · Langewijk · Leentjer · Lula · Medumertol · Nieuwe Compagnie · Noordbroeksterhamrik · Noordbroeksterveen · Oosterweeren · Oostwold · Oude Verlaat · De Paauwen · Roeksweer · Ruiten · Schaaphok · Schildland ·  Siddebuursterveen · Spitsbergen · Stootshorn · Tusschenloegen · Tussenklappen · Uiterburen · Uitham · Veendijk · Het Veen · 't Veen · Veenhuizen · Vossenburg · Weereweg · Westeind · Wilderhof · Windeweer · Winkelhoek · Wolfsbarge · De Zanden · Zandwerf · Zuiderveen 

Wijk: Gorecht · Gouden Driehoek · Martenshoek · Meerwijck · Ruitershorn · Rengerspark · Sappemeer-Noord · De Vosholen · Woldwijck · Zuiderpark

Groningen: Steden en dorpen      Nederland: Provincies · Gemeenten